# ادوارد فسینگر
ادوارد فسینگر (انگلیسی: Edouard Fesinger) تیرانداز اهل بلژیک بود.
وی در مسابقات کشوری و بین‌المللی در مجموع برندهٔ ۱ مدال نقره شده‌است.